# 苏州文化艺术中心
苏州文化艺术中心（简称“苏艺”，原称：苏州科技文化艺术中心、苏州科技文化中心，2011年5月改为现名）位于江苏省苏州市苏州工业园区金鸡湖东岸、现代大道南侧，占地面积13.8万平方米，建筑面积15万平方米。

## 历史
现于2007年10月1日投入使用，由苏州大剧院、苏艺影城、苏艺芭蕾舞团、苏州金鸡湖美术馆、园区文化馆、苏艺培训、商业中心等组成，其中苏艺影城是中国电影金鸡奖的永久评奖基地。

## 画廊

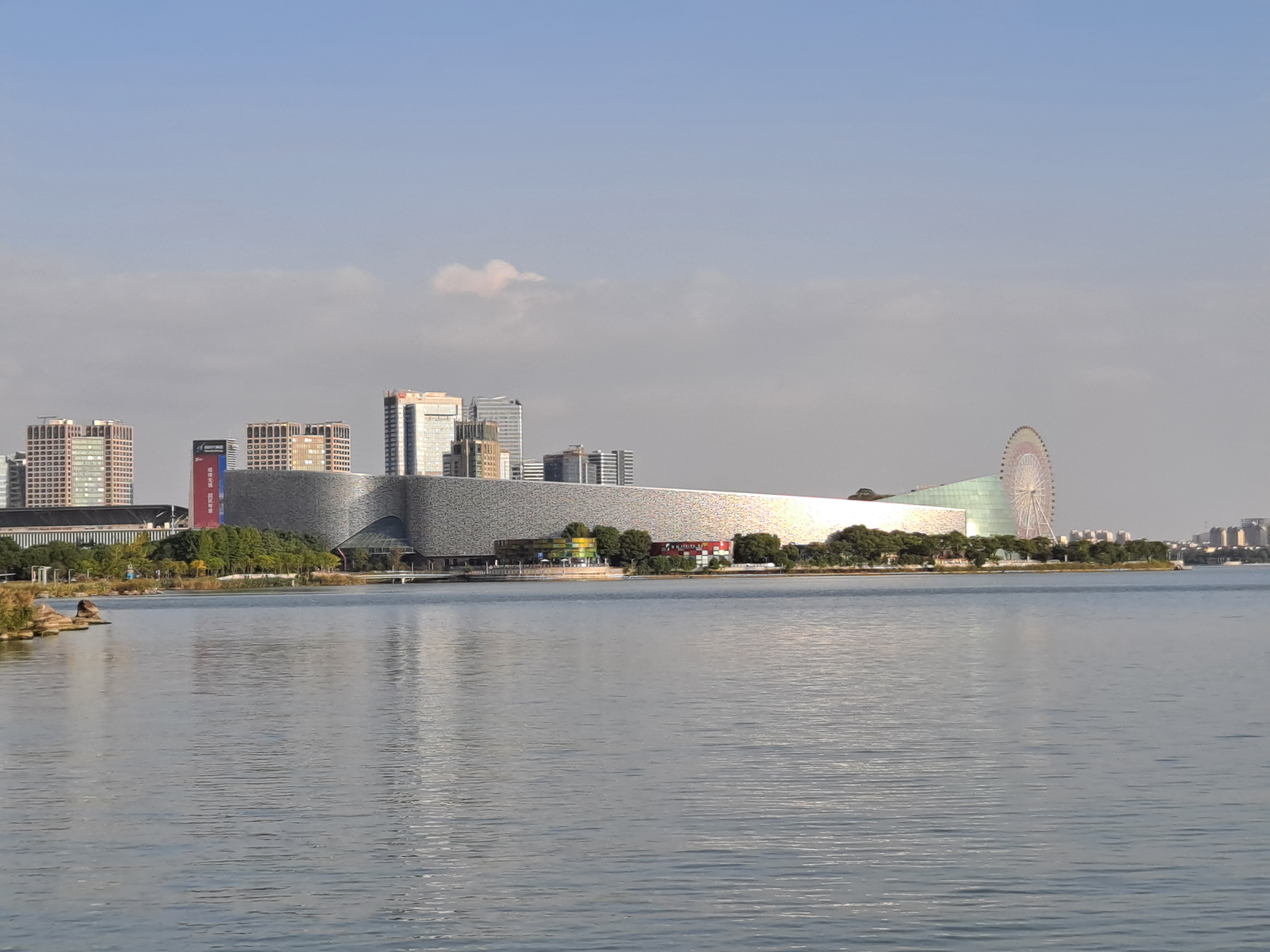
远眺
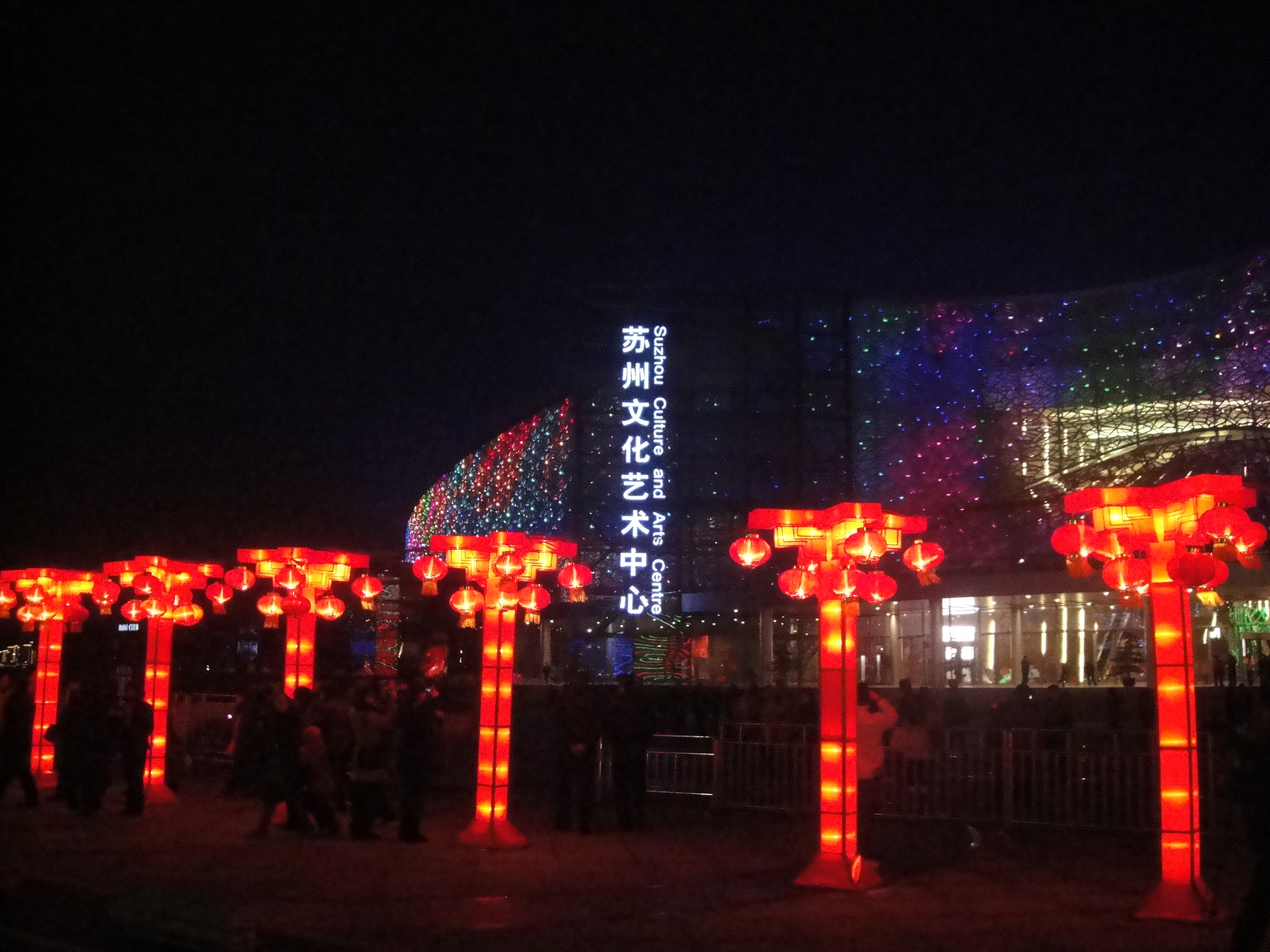
夜景